# Kliff Kingsbury
(en) Statistiques sur pro-football-reference
Kliff Timothy Kingsbury (né le 9 août 1979 à San Antonio) est le coordinateur offensif des Commanders de Washington en National Football League (NFL). Il a précédemment officié comme entraîneur principal des Cardinals de l'Arizona de 2019 à 2022, puis comme entraîneur assistant pour les Trojans de l'USC. Au cours de sa carrière de joueur, Kingsbury a détenu de nombreux records de la division 1 de la NCAA et a également fait partie des Patriots de la Nouvelle-Angleterre, l'équipe vainqueur du Super Bowl XXXVIII de 2003 contre les Panthers de la Caroline. Le 8 janvier 2019, les Cardinals l'engagent comme entraîneur principal, en remplacement de Steve Wilks. Il est licencié en 2022 après une saison au bilan désastreux de 4 victoires pour 13 défaites. Lors de son passage à USC, il côtoie le quarterback Caleb Williams, futur premier choix de la Draft 2024 de la NFL. Il rejoint ensuite Washington, comme coordinateur offensif.
De 2013 à 2018, Kingsbury est l'entraîneur principal des Texas Tech Red Raiders à l'Université Texas Tech, son alma mater. Avant d'être nommé entraîneur principal des Red Raiders, Kingsbury était le coordonnateur offensif de l'Université A&M du Texas. De 2008 à 2011, Kingsbury commence sa carrière d'entraîneur en tant qu'assistant à l'Université de Houston,,.

## Carrière de joueur

### Lycée
Le 9 août 1979, Kliff Kingsbury nait à San Antonio, Texas de Tim et Sally (née Moeller) Kingsbury. Kingsbury joue au football au New Braunfels High School, au Texas, dont son père, Tim, est l'entraîneur principal. Kingsbury fait également partie des équipes de baseball, de basketball et d'athlétisme. En tant que quarterback à New Braunfels, Kingsbury accumule 3 009 yards et 34 touchdowns, menant l’équipe jusqu'aux demi-finales de la Classe 5A Division II avec une statistique de 13-2. Il est désigné joueur le plus utile lors des Texas High School Coaches All-Star Game. Kingsbury obtient son diplôme en étant 3ème de sa classe sur 450 élèves et fait partie de la sélection académique pour tous les États. En mai 2018, Kingsbury est officiellement intronisé au Temple de la renommée du football au Texas High School.

### Université
À l'université, Kingsbury joue pour les Texas Tech Red Raiders comme quarterback sous la houlette de l'entraîneur Spike Dykes de 1998-1999 et de Mike Leach de 2000 à 2002. Kingsbury dispute 43 matchs avec les Texas Tech. Il réussit 1 229 passes sur 1 881 pour 12 423 yards avec 95 touchdowns et 40 interceptions au total au cours de sa carrière. À la fin de sa carrière universitaire, Kingsbury détient 39 records scolaires, 13 records de la Big 12 Conference et 7 records de la Division I de la NCAA. En 1999, alors qu'il est freshman, Kingsbury participe à six matchs, commençant la finale de la saison contre Oklahoma. Il réussit 25 de ses 57 passes pour 492 yards, quatre touchdowns et une interception lors de sa première saison universitaire. En 2000, il tient un rôle de premier plan en inscrivant 361 passes sur 584, soit 3 312 yards, 21 touchdowns et 17 interceptions. Sa saison se termine avec une défaite contre les East Carolina Pirates lors du Gallery-Furniture.com Bowl, avec un score final de 40-27. En 2001, en tant que junior, Kingsbury fait partie de la sélection pour la première équipe de l'Academic All-Districts et pour la deuxième équipe de la Big 12 Conference des entraîneurs de la ligue en raison de sa performance. Il réussit 364 passes sur 528 pour 3 502 yards, 25 touchdowns et seulement neuf interceptions.